# Töle Bi (Schambyl)
Töle Bi (kasachisch Төле би, russisch Толе би; bis 1992 Nowotroizkoje/Новотроицкое) ist in Ort im Gebiet Schambyl in Kasachstan.

## Geografie
Der Ort befindet liegt am Fluss Schu und ist das Verwaltungszentrum des Audan Schu im Gebiet Schambyl. Er liegt rund neun Kilometer nördlich der Stadt Schu am östlichen Ende der Wüste Mujunkum.

## Geschichte
Im Zuge einer groß angelegten Agrarreform wurden Anfang des 20. Jahrhunderts tausende russische Bauern in die entlegenen Gebiete Sibiriens und Kasachstans geschickt. So wurde der Ort von drei russischen Familien aus der Region um Woronesch gegründet. Nur wenige Jahre nachdem sich diese Familien hier niedergelassen hatten, ließen sich 1906 weitere 100 Familien hier nieder. Zunächst trug das Dorf den Namen Nowoje Troizkoje (Новое Троицкое) und ab 1916 hieß der Ort Nowotroizkoje (Новотроицкое).
Es wurde eine Schule gebaut und in den Nachkriegsjahren des Zweiten Weltkriegs wuchs die Bevölkerung weiter an, sodass Verwaltungs- und Sozialeinrichtungen gebaut wurden. Ende der 1960er Jahre eröffnete ein Kino und etliche weitere Wohngebäude wurden gebaut, wodurch der Ort weiter wuchs.
Seit der Unabhängigkeit Kasachstans 1992 trägt der Ort den Namen des kasachischen Dichters Töle Bi.

## Bevölkerung
Die Volkszählung 1999 ergab für den Ort eine Bevölkerung von 17.860 Menschen. Bei der Volkszählung im Jahr 2009 hatte Töle Bi 19.000 Einwohner. Bei der letzten Volkszählung 2021 lebten 19.771 Menschen in Töle Bi. Zum 1. Januar 2025 ergab die Fortschreibung der Bevölkerungszahlen eine Einwohnerzahl von 19.830 Menschen.
| Einwohnerentwicklung               | Einwohnerentwicklung | Einwohnerentwicklung | Einwohnerentwicklung | Einwohnerentwicklung | Einwohnerentwicklung | Einwohnerentwicklung | Einwohnerentwicklung |
| 1939                               | 1959                 | 1970                 | 1979                 | 1989                 | 1999                 | 2009                 | 2021                 |
| ---------------------------------- | -------------------- | -------------------- | -------------------- | -------------------- | -------------------- | -------------------- | -------------------- |
| 3.854                              | 9.008                | 14.047               | 14.646               | 16.941               | 17.860               | 19.000               | 19.771               |
| Anmerkung: Volkszählungsergebnisse |                      |                      |                      |                      |                      |                      |                      |

## Söhne und Töchter des Ortes
- Rolf Krohmer (* 1948), kasachisch-deutscher Ingenieur und Professor